# Georgij Michajlovič Berijev
Georgij Michajlovič Berijev (Beriašvili) (uváděný nesprávně též jako Berjev; rusky Георгий Михайлович Бериев (Бериашвили), gruzínsky გიორგი მიხეილის ძე ბერიაშვილი; 13. února 1903, Tbilisi – 12. července 1979, Moskva) byl sovětský letecký konstruktér.

## Život
Roku 1923 po absolvování Tbiliské železniční školy a službě v Rudé armádě začal studovat na polytechnickém institutu, odkud roku 1925 přešel na letecké oddělení fakulty stavby lodí Leningradského polytechnického institutu.
Po studiu nastoupil roku 1930 v konstrukční kanceláři MOS VAO (rusky КБ МОС ВАО) vedené francouzským konstruktérem Paulem A. Richardem. Později byla MOS VAO včleněna do CKB CAGI.
Roku 1934 byl jmenován hlavním konstruktérem a náčelníkem Ústřední konstrukční kanceláře námořních letadel při leteckém závodu č. 31 v Taganrogu a vedl ji do roku 1968.
Pod jeho vedením kolektiv konstrukční kanceláře vytvořil sériově vyráběné hydroplány MBR-2 z roku 1932 a MP-1. Ještě před zavedením sériové výroby MBR-2 nakoupil Sovětský svaz v Itálii 24 létající čluny Savoia-Marchetti SM.62 spolu s právy na licenční výrobu. Berijev se podílel na zavedení jejich licenční výroby v Taganrogu. Letoun obdržel označení MBR-4 a byl dodáván s italskými motory Isotta-Fraschini Asso o výkonu 550 kW.
V květnu 1938 byl zalétán další Berijevův námořní typ, dvoumotorový MDR-5. Vyrobeny byly pouze dva stroje, do sériové výroby nebyl zařazen.
Pokus o modernizaci MBR-2 vedl Berijeva ke konstrukci prototypu MBR-7 z roku 1939 s ještě silnějším motorem M-103 o výkonu 700 kW. Jeho sériová výroba však nebyla zavedena.

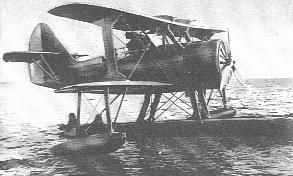
KOR-1

Jako součást výzbroje sovětských těžkých bitevních lodí byl od roku 1936 zaváděn Berijevův plovákový dvouplošník KOR-1 (Be-2). Letoun startoval z lodi pomocí katapultu a po splnění průzkumných úkolů přistával na hladinu moře poblíž domovského plavidla. Zpět na palubu byl následně vytažen jeřábem. KOR-1 (korabelnyj) dosahoval rychlosti 227 km/h v hladině 2000 m, dolet činil 530 km. Instalovaný motor M-25A dosahoval výkonu 515 kW, hlavňovou výzbroj tvořily dva pevné a jeden pohyblivý kulomet.
Druhým průzkumným strojem G. M. Berijeva pro bitevní lodi se stal jednomotorový jednoplošník KOR-2 (Be-4) s lomeným křídlem do tvaru M. Prototyp zalétaný koncem roku 1940 byl do sériové výroby zaveden až v roce 1942 v evakuované továrně ve střední Asii.
Po 2. světové válce vznikl v roce 1945 Berijevův prototyp LL-143 (letajuščaja lodka), celokovový hydroplán pro osmičlennou osádku poháněný dvojicí motorů AŠ-72 po 1470 kW. Dalším vývojem z něj vznikl hydroplán Berijev Be-6, který v roce 1949 zalétal pilot M. I. Cepilov. Tento letoun se stal standardním námořním strojem sovětského letectva na dobu dvaceti let a Georgij Michajlovič Berijev byl za jeho konstrukci vyznamenán státní cenou.
Pro pobřežní hlídkovou službu a dopravu šesti cestujících navrhl Berijev jednomotorový vzpěrový hornoplošník Berijev Be-8. Jednalo se o obojživelný letoun s člunovitým trupem a dvěma vyvažovacími plováky pod oběma konci křídel, jehož podvozková kola se sklápěla na bok trupu. Vojenská verze byla vyzbrojena kulomety. Sériová výroba však nebyla realizována.
Na přelomu 40. a 50. let začal Berijev experimentovat s létajícími čluny, poháněnými proudovými motory. Prototyp Berijev R-1 tak jako pohonné jednotky obdržel dvojici proudových motorů Klimov VK-1 s tahem po 26,5 kN, umístěné nad křídly. První let provedli piloti M. I. Cepilov a I. M. Suchomin 30. května 1952. Ve výšce 7000 m dosahoval prototyp maximální rychlosti 800 km/h, u hladiny moře 760 km/h. Měl rozpětí křídla 21,4 m, délku 19,43 m a vzletovou hmotnost 17 000 kg. Výzbroj tvořily čtyři kanóny NR-23 a 1000 kg pum, min, nebo torpéd. Dolet hydroplánu R-1 byl přes 2000 km a dostup až 11 500 m. Sovětské námořní letectvo považovalo R-1 za experiment a požadovalo vyspělejší stroj.

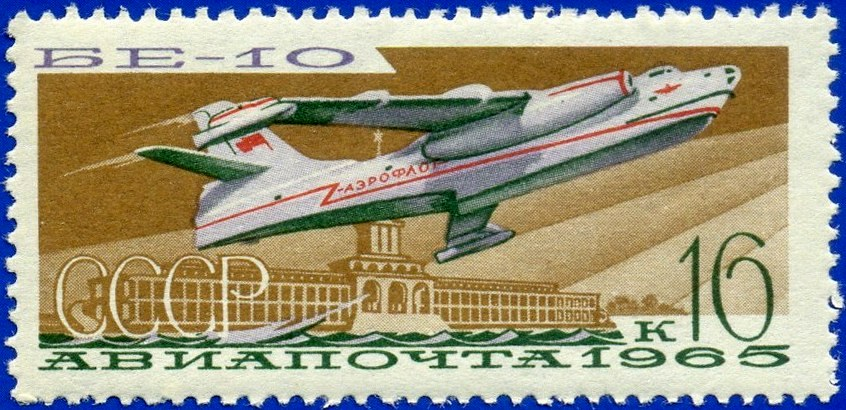
Bе-10 na sovětské známce

Stal se jím Be-10 (M-10), jehož sériová výroba byla zahájena v roce 1961. Dva proudové motory Ljulka AL-7PB o tahu po 64 kN byly uloženy mezi trupem a kořeny křídla. Samotné křídlo mělo šípovitost 35° s konci skloněnými dolů a ukončenými pomocnými plováky. Stroj měl rozpětí 24 m a délku 33 m.
Na místo starších vyřazovaných letounů Be-6 nastoupil Berijevův turbovrtulový hydroplán Be-12 Čajka (M-12). Veřejnosti byl poprvé představen na letecké přehlídce v Tušinu v roce 1961 a stal se novým standardním námořním letounem sovětských ozbrojených sil. Be-12 ustavil řadu světových rekordů FAI pro turbovrtulové hydroplány. Patří k nim dostup do výšky 12 185 m bez nákladu, do 9352 m s nákladem 10 t a rychlost 565 km/h na uzavřeném okruhu 500 km. Pro kategorii létacích člunů nemělo původně obojživelné letadlo Be-12 podvozek.
Prvním čistě pozemním strojem Berijevovy konstrukční kanceláře se stal dopravní letoun pro 14-15 cestujících kategorie STOL, Be-30, zalétaný v březnu 1967. Prototyp měl ještě dva hvězdicové sedmiválce AŠ-21 o výkonu po 544 kW, ale již druhý vyrobený exemplář měl instalovanou dvojici turbovrtulových jednotek Glušenkov TVD-10 s maximálním výkonem o 154 kW vyšším.
Další variantou tohoto letounu je prodloužená verze pro 18 cestujících Be-32, která může být vybavena lyžovým či plovákovým podvozkem.
Ke konstrukcím Berijeva patří také ekranoplán Berijev VVA-14 z roku 1972.
Georgij Berijev roku 1951 dosáhl hodnosti generálmajora inženýrsko-technické služby, vědecké hodnosti doktor technických věd roku 1961. Za zdařilé konstrukce letadel byl vyznamenán Stalinovou cenou (1947, za Be-6), Státní cenou SSSR (1968, za Be-12), dvakrát Leninovým řádem a dvakrát Řádem Rudého praporu práce.
Po odchodu z vedení konstrukční kanceláře žil Moskvě. Již po smrti Georgije Berijeva v roce 1979 byl zkonstruován obojživelný letoun Berijev A-40 Albatros (Be-42). První prototyp zalétala osádka Jevgenije Lachmastova 8. prosince 1986. Druhý prototyp, vystavovaný v roce 1996 v britském Fairfordu na International Air Tatoo 96', byl prezentován v záchranné úpravě jako Be-42. Třetí prototyp byl určen pro statické pevnostní zkoušky.
Dalším proudovým dvoumotorovým obojživelným letounem konstrukční kanceláře Berijev, zalétaným 24. září 1998, byl Berijev Be-200.